# Овен (Болгарія)
Ове́н (болг. Овен) — село в Силістринській області Болгарії. Входить до складу общини Дулово.

## Населення
За даними перепису населення 2011 року у селі проживали 998 осіб, з них 990 осіб (99,8%) — турки.
Розподіл населення за віком у 2011 році:
Динаміка населення: